# El Castell (el Bruc)
El Castell és un edifici al terme municipal del Bruc (Anoia) protegit com a bé cultural d'interès local. El lloc del Brug ja és citat l'any 973 però fins a l'any 1221 el castell de Brug no apareix en la documentació, quan Guillem II de Guàrdia donà al monestir de Santa Maria de Montserrat el lloc de Vilaclara, en el terme del castell del Bruc. L'any 1224, donà el castell i la vila del Bruc al monestir de Santa Maria de Montserrat. El castell restà sota el domini del monestir fins a la desaparició de la senyoria jurisdiccional.
Masia de planta baixa i pis amb teulada a dues vessants. La porta original està situada al centre de la façana principal i és d'arc de mig punt adovellat. Adossats a l'edifici principal hi ha cups, celler, quadres i un gran tancat per a guardar-hi ovelles. Amb motiu d'unes obres de reforma es va veure que una part de l'edificació era construïda amb pedra regular, mentre que la resta era de tàpia. L'aixecament de plànols va posar en evidencia que el mas englobava un cos o torre rectangular i que la resta d'edificacions es van alçar al seu voltant. D'aquesta torre medieval, pertanyent a l'antic castell, es conserva el perímetre de parets rectangulars (9,80 x 7,70 metres) fins a una alçada de 2,80 metres i a sobre d'ell es construí una part de la primera planta de la masia. Els murs estan fets amb carreus ben escairats de mida petita units amb morter. Aquesta antiga torre o fortalesa va ser construïda als segles XII o XIII.